# Alf Svensson
Alf Svensson, né le 1er octobre 1938 à Skövde, est un homme politique suédois. Il est président des Chrétiens-démocrates de 1973 à 2004.